# انتقام‌جویان (فیلم ۱۹۵۰)
انتقام‌جویان (انگلیسی: The Avengers) فیلمی در ژانر است که در سال ۱۹۵۰ منتشر شد. از بازیگران آن می‌توان به جان کرول، فرناندو لاماس، ادل مارا، و جان کرول اشاره کرد.